# Fernando Bastos de Ávila
Fernando Bastos de Ávila (Rio de Janeiro, 17 de março de 1918 — Belo Horizonte, 6 de novembro de 2010) foi um escritor e padre brasileiro da Companhia de Jesus, em razão do que assinava Fernando Bastos de Ávila, S.J..

## Biografia
Filho do professor José Bastos de Ávila e de D. Cinyra Muniz Freire Bastos de Ávila, entrou para a Companhia de Jesus em 1935, onde começou o seu noviciado. Ali fez cursos de Humanidades, Retórica e Filosofia Escolástica. Fez o mestrado em Roma, Itália, em Filosofia e Teologia na Universidade Gregoriana e em 1948, em Roma, recebeu sua ordenação sacerdotal. Seu doutorado em Ciências Políticas e Sociais foi na Universidade Católica de Louvain, Bélgica, onde defendeu a tese L’Immigration au Brésil. 
Em 1955 criou a Escola de Sociologia, Política e Economia da Pontifícia Universidade Católica do Rio de Janeiro, onde lecionou de 1954 a 2010 as cadeiras de Sociologia, Introdução às Ciências Sociais, Ética e Doutrina Social da Igreja. No exercício da função de Vice-Reitor da Pontifícia Universidade Católica do Rio de Janeiro, juntamente com Evaristo de Moraes Filho e Djacir Menezes, empenhou-se na luta pelo reconhecimento da profissão de sociólogo, que ganhou aprovação por parte do então Ministério da Educação e Cultura. Em 1990, foi nomeado pelo Papa João Paulo II membro da Comissão Pontifícia Justiça e Paz, da qual é um dos relatores, havendo sido reconduzido para o cargo em 1996.
Foi o articulador da criação do do Instituto Brasileiro de Desenvolvimento (IBRADES), orgão de assessoria da Conferência Nacional dos Bispos do Brasil e seu primeiro diretor.
Sexto membro da cadeira 15 da Academia Brasileira de Letras, foi eleito em 14 de agosto de 1997, sucedendo a Dom Marcos Barbosa, e tomou posse em 12 de novembro de 1997.
Faleceu no início da manhã do dia 6 de novembro de 2010, aos 92 anos, na cidade de Belo Horizonte, em decorrência de câncer.

## Obras
A obra de Padre Ávila — quinze livros publicados e numerosos ensaios, artigos e conferências — pode ser classificada em sociologia teórica, problemas brasileiros, história e doutrina social da Igreja. Autor de O problema da imigração, O pensamento social cristão antes de Marx, Fé cristã e compromisso social, Solidarismo: alternativa para a globalização, A Igreja e o Estado no Brasil: perspectivas e prospectivas, Pequena Enciclopédia de Doutrina Social da Igreja, Pequena Enciclopédia de Moral e Civismo, Reflexão cristã sobre o meio ambiente, entre tantos títulos, ele era considerado um polímata da cultura brasileira.